# بی‌مصرف‌ها
بی‌مصرف‌ها (به انگلیسی: The Expendables) یک فیلم اکشن آمریکایی محصول سال ۲۰۱۰ به نویسندگی دیوید کالاهام و کارگردانی سیلوستر استالونه است که در نقش اصلی نیز ایفای نقش کرده‌است. دیگر بازیگران اصلی جیسون استاتهام، جت لی، دولف لاندگرن، رندی کوچار، تری کروس، استیو آستین و میکی رورک به ایفای نقش پرداخته‌اند. این فیلم در ۱۳ آگوست ۲۰۱۰ در ایالات متحده اکران شد. این اولین قسمت از مجموعه فیلم‌های بی‌مصرف‌ها محسوب می‌شود. و اولین فیلمی از دولف لاندگرن بود که بعد از فیلم جانی نومانیک در سال ۱۹۹۵ اکران سینمایی داشت.
فیلم در مورد گروهی از مزدوران نخبه است که مأموریت دارند یک دیکتاتور آمریکای لاتین را سرنگون کنند که به زودی متوجه می‌شوند که یک عروسک خیمه شب بازی است که توسط یک مامور فاسد سابق سیا کنترل می‌شود. این ادای احترام به فیلم‌های اکشن پرفروش اواخر دهه ۱۹۸۰ و اوایل دهه ۱۹۹۰ است. توسط لاینزگیت توزیع شد. این فیلم نقدهای متفاوتی دریافت کرد، صحنه های اکشن را تحسین کردند، اما از کمبود داستان انتقاد کردند. با این حال، از نظر تجاری موفق بود و در گیشه های ایالات متحده، بریتانیا، چین و هند، در رتبه اول باز شد و در مجموع ۲۷۴ میلیون دلار در سراسر جهان فروخت. دنباله ای به نام بی‌مصرف‌ها ۲ در ۱۷ آگوست ۲۰۱۲ منتشر شد و دنباله دیگری به نام بی‌مصرف‌ها ۳ در ۱۵ آگوست ۲۰۱۴ منتشر شد. 

## تولید
فیلم‌برداری اصلی از ۲۸ مارس ۲۰۰۹ و در شهرهای ریودوژانیرو، نیواورلئان و لس‌آنجلس آغاز شد.

## داستان
گروهی از مزدوران خبره برای انجام مأموریتی عازم آمریکای جنوبی می‌شوند تا یک ژنرال دیکتاتور به نام کازا را سرکوب سازند. رهبر گروه و متخصص اجرای استراتژی جنگی، بارنی روس (سیلوستر استالونه) است. گروه او را افراد خبره و ماهر در استفاده از سلاحهای جنگی تشکیل می‌دهند که شامل لی کریسمس (جیسون استاتم)، یینگ یانگ (جت لی)، هال سزار (تری کریوس) و تول راود (رندی کوتیور) است. اما در هنگام انجام مأموریت در این جزیره کوچک، روس و لی به یک آزادی خواه مرموز محلی به نام ساندرا (جیسل ایتیا) برخورد می‌کنند و بعد از آن نیز با یک مأمور سرویس مخفی آمریکا، CIA، به نام جیمز مونرو (اریک رابرتز) و دستیارش پین (استیو آستین) مواجه می‌شوند و بجایی اینکه در این مأموریت به کمک یکدیگر شر دیکتاتور را کم کنند تبدیل به دشمن خونی برای یکدیگر می‌شوند.

## دنباله
دنباله‌ای بر این فیلم با نام بی‌مصرف‌ها ۲ در سال ۲۰۱۲ و همچنین دنباله دیگری در سال ۲۰۱۴ با نام بی‌مصرف‌ها ۳ منتشر شد. همچنین بی‌مصرف‌ها ۴ در سال ۲۰۲۲ منتشر می‌شود.

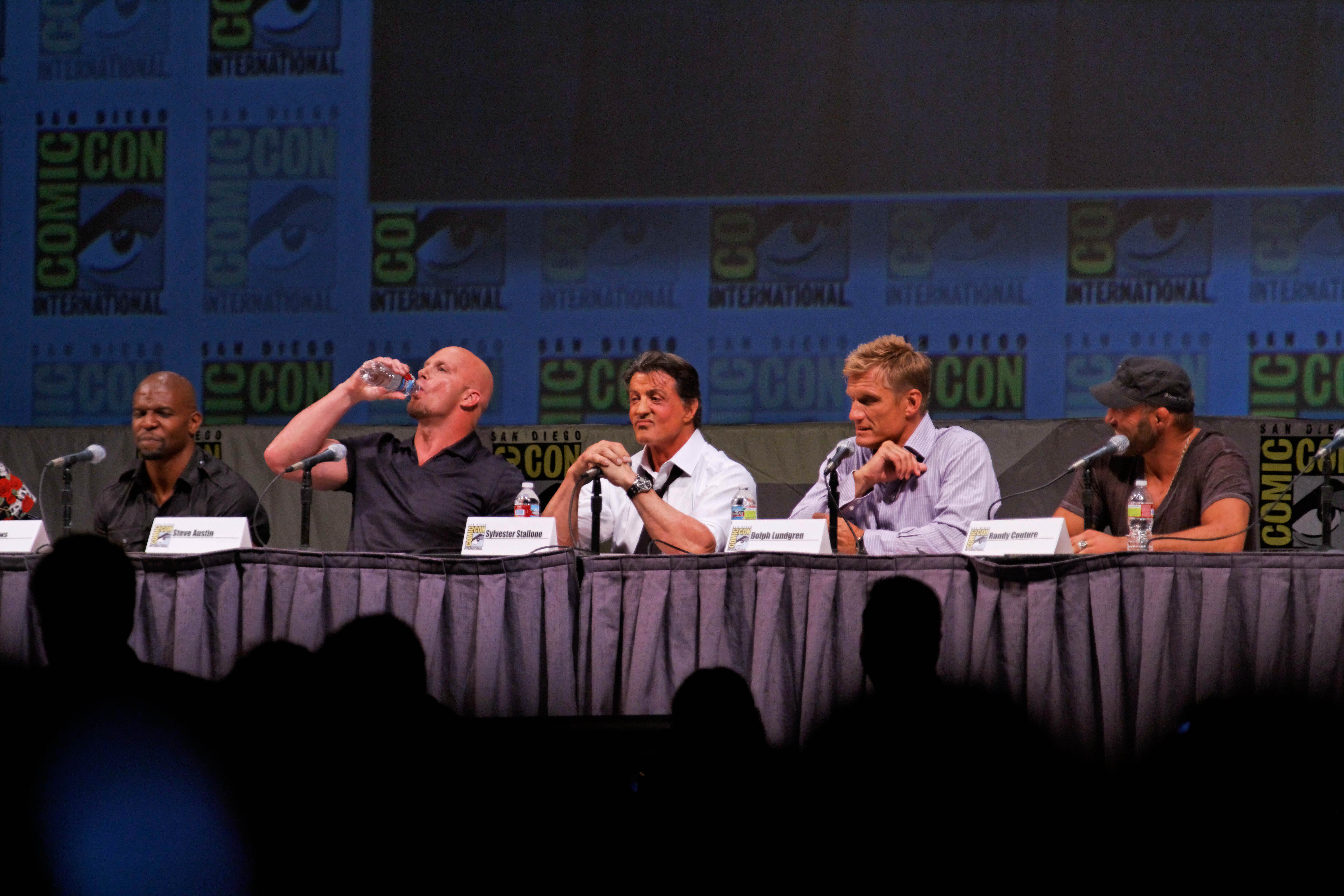
کنفرانس خبری فیلم

## بازگشت آرنولد
آرنولد شوارتزنگر بعد از بیش از شش سال دوری از سینما برای اولین بار در این فیلم حضوری افتخاری (حدود ۳۰ ثانیه) داشت.

## حضور ون دام و سیگال
ژان-کلود ون دام شخصاً توسط استالونه پیشنهاد ایفای نقش را دریافت کرد، اما آن را رد کرد زیرا احساس می‌کرد هیچ ماهیت یا پیشرفتی برای این شخصیت وجود ندارد. ون دام بعداً به عنوان ضد قهرمان اصلی، ژان ویلن، در دنباله فیلم ظاهر شد.
همچنین از استیون سیگال خواسته شد که یک ظاهر کوتاه داشته باشد، اما به دلیل تجربیات منفی با تهیه کننده آوی لرنر، این پیشنهاد را رد کرد.